# Luigi Lambruschini
Pour les articles homonymes, voir Lambruschini.
Luigi Lambruschini (Luigi Emmanuele Nicolo Lambruschini) (né le 16 mai 1776 à Sestri Levante (aujourd'hui en Ligurie, mais alors dans la république de Gênes) et mort le 12 mai 1854  à Rome) est un cardinal italien du XIXe siècle, qui fut cardinal secrétaire d'État et diplomate pontifical.

## Biographie
Entré dans la Congrégation des Barnabites, Luigi Lambruschini étudie la théologie à Gênes et à Rome, mais est chassé de la Ville éternelle en 1798 par l'arrivée des armées françaises et la fondation de la République romaine. Il est ordonné prêtre le 1er janvier 1799.
Après l'aventure napoléonienne, il est l'assistant du cardinal secrétaire d'État Ercole Consalvi lorsque celui-ci participe en 1815 au Congrès de Vienne. Le 3 septembre 1819, il est consacré archevêque de Gênes par le cardinal Giulio Maria della Somaglia, avec comme co-consécrateurs l'archevêque Francesco Bertazzoli (futur cardinal du S.R.C.) et Giovanni Francesco Guerrieri (de).
Nommé nonce apostolique auprès du gouvernement français le 14 novembre 1826, il retourne à Rome après la Révolution de Juillet. Le 26 juin 1830, il renonce à l'archevêché de Gênes et, le 30 septembre 1831, est créé cardinal par le nouveau pape Grégoire XVI, avec le titre de cardinal-prêtre de Saint-Calixte.
Préfet de la Sacrée Congrégation pour les Études le 21 novembre 1834, il devient le 12 janvier 1836, cardinal secrétaire d'État du pape Grégoire XVI en remplacement du cardinal Tommaso Bernetti envoyé auprès du prince de Metternich et, le 24 janvier 1842, cardinal-évêque de Sabina. En tant que secrétaire d'État, il est fidèle au pape Grégoire XVI, dont il partage complètement les positions conservatrices et anti-libérales. C'est lui qui remarque Vincenzo-Joachim Pecci, futur Léon XIII, à la sortie de l'Académie des nobles ecclésiastiques, lui confère l'ordination épiscopale le 19 février 1843 et l'introduit à la Curie romaine. À 33 ans, monseigneur Pecci est alors envoyé comme nonce à Bruxelles.
Le 1er juin 1846, à la mort de Grégoire XVI, il renonce comme c'est l'usage, à sa charge de secrétaire d'État. Pendant le conclave qui suit, il est le candidat de la faction conservatrice des zelanti et semble être le seul adversaire sérieux du cardinal qui l'emporte finalement, c'est-à-dire le cardinal Mastai Ferretti futur Pie IX. À la suite de l'élection de Pie IX, il est nommé préfet de la Sacrée Congrégation pour les Rites et les Immunités Ecclésiastiques et le 11 juillet 1847 cardinal-évêque de Porto e Santa Rufina ainsi que vice-doyen du Sacré-Collège. Haï par les libéraux, il est forcé de se réfugier de 1848 à 1850 à Gaète lors de la Révolution romaine.

## Œuvres
Luigi Lambruschini est l'auteur de plusieurs ouvrages dont certains ont été traduits en français :
- Dévotion au Sacré-Coeur de Jésus en 1857;
- Méditations sur les vertus de sainte Thérèse (d'Avila) en 1827;

## Pensée politique
Luigi Lambruschini est considéré, non seulement comme un partisan des idées anti-libérales et conservatrices, mais comme un authentique réactionnaire, il s'oppose en effet à tout changement, au point d'empêcher l'introduction dans les États pontificaux des chemins de fer et l'utilisation du gaz d'éclairage. S'agissant du chemin de fer, ses réserves ne sont d'ailleurs guère différentes de celles formulées en France par le président du Conseil Adolphe Thiers, libéral.
Il joue un rôle dans l'Affaire Montel, en 1840, justifiant l'enlèvement d'un enfant juif qui aurait été baptisé à l'insu de ses parents.

## Succession apostolique
Luigi Lambruschini a ordonné les évêques suivants :
- Évêque Pietro Luigi Scarabelli, C.M. (1820)
- Évêque Felice Levreri (1820)
- Évêque Philippe-Marie-Thérèse-Guy Carron (1829)
- Cardinal Pierre Giraud (1830)
- Évêque Vincenzo Tommaso Pirattoni (it), O.P. (1832)
- Archevêque Stanislao Vincenzo Tomba (it), B. (1832)
- Évêque Innocenzo Castracane degli Antelminelli (it) (1834)
- Évêque François-Marie Vibert (1841)
- Cardinal Michele Viale-Prelà (1841)
- Cardinal Antonio Benedetto Antonucci (1841)
- Cardinal Girolamo d'Andrea (1841)
- Évêque Carlo Peda (de), B. (1841)
- Évêque Niccola Crispigni (de) (o Grispigni) (1842)
- Évêque Nicola Abrate (pl) (1842)
- Évêque Giovanni Tommaso Ghilardi (it), O.P. (1842)
- Pape Léon XIII (1843)
- Archevêque Vincenzo Tizzani (de), C.R.L. (1843)
- Évêque Letterio Turchi (1843)
- Archevêque Pietro Antonio Garibaldi (it) (1844)
- Évêque Giuseppe Maria Maniscalco (it), O.F.M. (1844)
- Cardinal Carlo Luigi Morichini (1845)
- Cardinal Giovanni Brunelli (1845)
- Archevêque Alessandro Asinari di San Marzano (de) (1846)